# Lessínia
A Lessinia é uma zona geográfica situada em sua maior parte na província de Verona e, parcialmente nas de Vicenza e de Trento. Uma parte do território lessínico constitui o Parco natural regional de Lessinia.
Fechada pelo norte pelo profundo e selvático Vale dei Ronchi e do majestoso Grupo da Carega, delimitada pelo este pelo Vale do Leogra, ao sul pelo curso do rio Adigio e da alta planície de Verona e ao oeste do Val Lagarina, é quase uma unidade por si mesma no âmbito dos Prealpes Vénetos.
De oeste a este se encontram os vales de Fumane, de Marano e de Negrar (que juntos constituem uma unidade que tem um carácter mais histórico que geográfico: a Valpolicella) e depois os vales de Valpantena, de Squaranto, de Mezzane, de Illasi, os vales Tramigna, de Alpone, de Chiampo e do rio Agno. Suas alturas ao oeste entram nos Prealpes Vénetos, com cumes entre os 1.500 e os 1.800 msnm, e o grupo do Carega ao nordeste (que supera os 2.200 m). A cara central alça-se em mudança entre os 1.000 e os 1.300 metros.

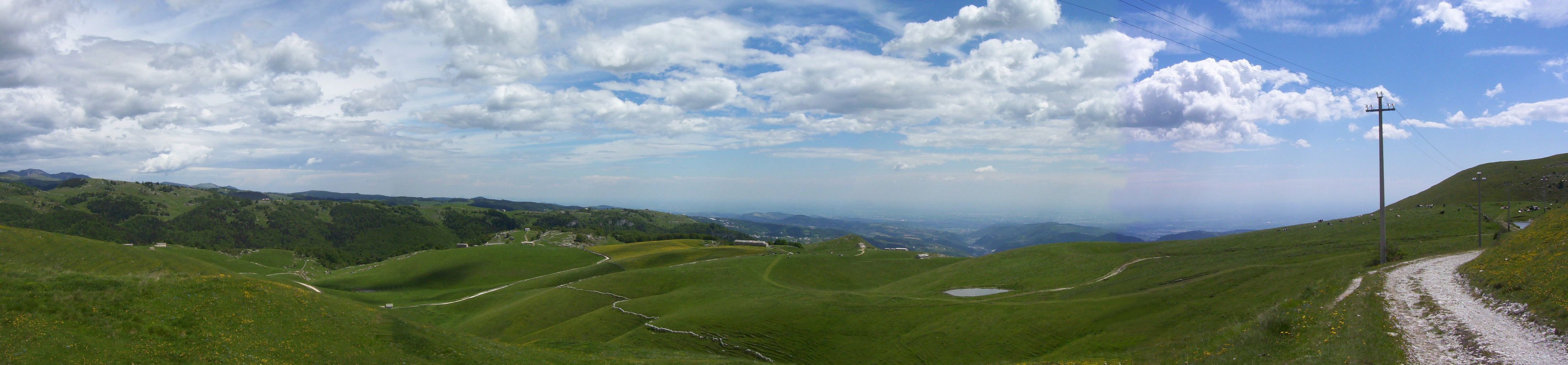
Panorama da Lessina sobre o passo das Fittanze della Sega.

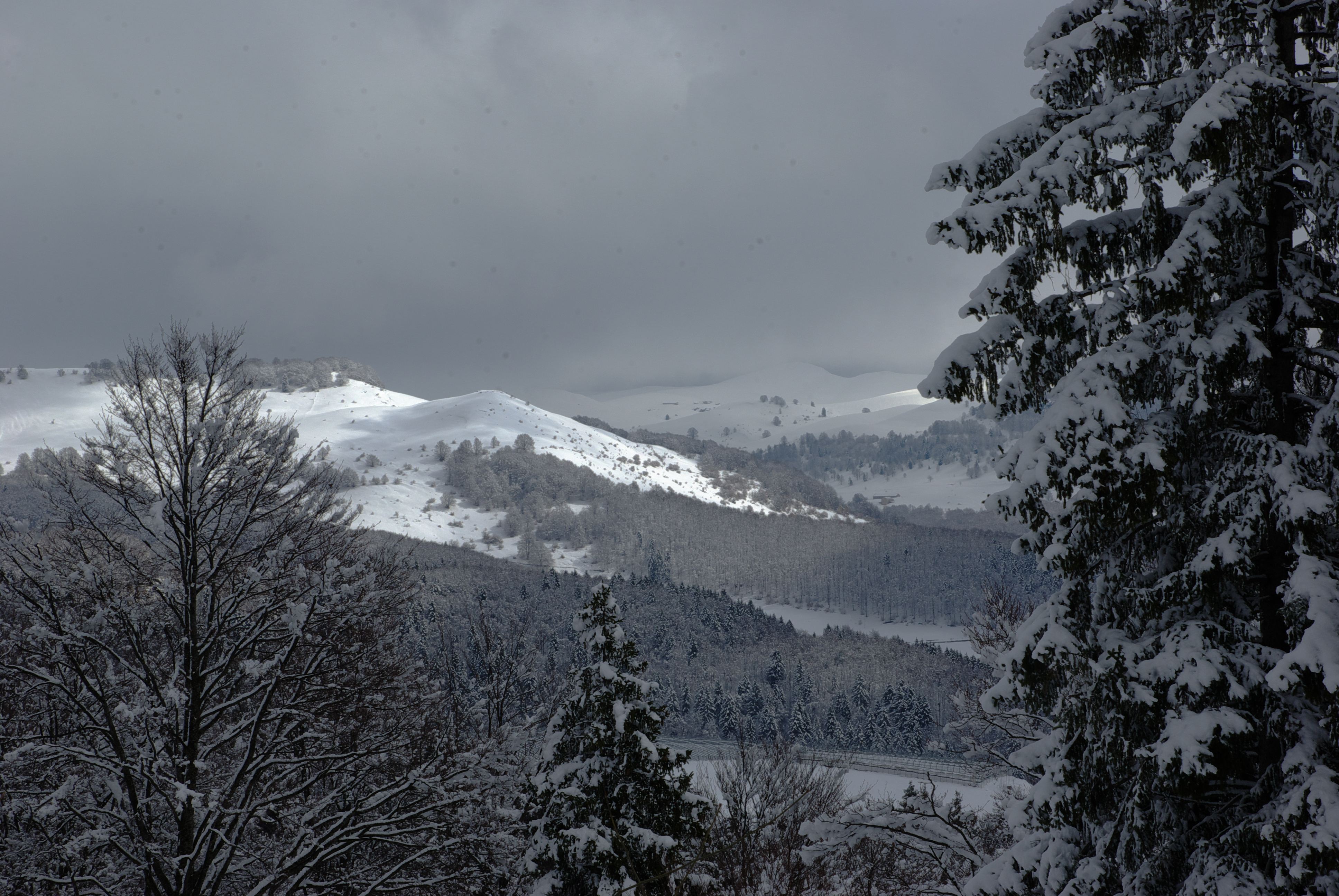
Panorama sobre Grietz vicino a Bosco Chiesanuova ctg Lessinia 2013

Cumes
- Corno d'aquilio
- Monte Tomba
- Cume Trappola

Passos
- Passo das Fittanze della Sega